# Alejandro Lembo
Daniel Alejandro Lembo Bentancor (* 15. Februar 1978 in Montevideo) ist ein ehemaliger uruguayischer Fußballspieler.

## Karriere

### Verein
Alejandro Lembo begann seine Karriere im Jahr 1996 in seiner Heimatstadt Montevideo beim Club Atlético Bella Vista, für dessen Mannschaft er drei Jahre in der uruguayischen Liga auflief. Im Jahr 1997 gewann er mit der Mannschaft die Meisterschaft der zweithöchsten uruguayischen Spielklasse, der Segunda División Profesional de Uruguay. Im Jahr 2000 unterzeichnete er beim italienischen Erstligisten AC Parma, bei dem er sich jedoch nie durchsetzen konnte und im selben Jahr nach Uruguay zurückkehrte. Der Abwehrspieler unterschrieb bei Nacional Montevideo. Der Verteidiger gewann mit Nacional drei Mal die uruguayische Meisterschaft. 2000, 2001 und 2002 konnte die Trophäe errungen werden. Im August 2003 nahm ihn der spanische Verein Betis Sevilla unter Vertrag.
In Sevilla wurde Lembo zu Beginn regelmäßig eingesetzt, ab seiner dritten Saison lief er jedoch nur noch sporadisch für die Andalusier auf. Der Höhepunkt seiner Zeit im spanischen Fußball markierte die Teilnahme an der UEFA Champions League während der Saison 2005/06, als die Mannschaft mit sieben Punkten in der Gruppenphase den Einzug in die nächste Runde verfehlte und danach im UEFA-Pokal weiterspielte. Mit einem 4:0-Sieg im Endspiel gegen den FC Middlesbrough konnte die Trophäe gewonnen werden, allerdings stand Lembo bei dieser Partie nicht auf dem Spielfeld. In der Primera División platziert sich das Team auf dem 14. Endrang, im Folgejahr konnte mit nur einem Zähler Vorsprung auf die Abstiegsränge der Klassenerhalt gesichert werden.
Im August 2007 kehrte er wieder in seine Heimat zurück und unterzeichnete beim Danubio FC, bei dem er ein Jahr lang tätig war. Für die Spielzeit 2008/09 folgte für den Uruguayer abermals eine Karrierestation in Europa. Lembo absolvierte 19 Ligapartien für den griechischen Verein Aris Saloniki in der Super League und erzielte einen Treffer. Im Sommer 2009 schloss er sich nach sechs Jahren erneut Nacional Montevideo an. 52 Einsätze für die Bolsos in der Primera División ab der Apertura 2009 und zehn absolvierte Begegnungen in der Copa Libertadores später, führte ihn sein Weg ins argentinische Nachbarland. Dort spielte er in der Apertura 2011 sowie in der Clausura 2012 für den Club Atlético Belgrano. In Argentiniens höchster Spielklasse bestritt er in diesem Zeitraum 28 Spiele (kein Tor). Es schloss sich ein weiteres Engagement bei Nacional an. In der Spielzeit 2012/13 absolvierte er weitere 16 Erstligapartien und drei Begegnungen in der Copa Libertadores. Nach der Saison beendete er seine aktive Karriere.

### Nationalmannschaft
Lembo nahm mit der uruguayischen U-20-Auswahl an der U-20-Südamerikameisterschaft 1997 teil und belegte mit der Mannschaft den vierten Rang. Im Verlaufe des Turniers wurde er von Trainer Víctor Púa siebenmal (kein Tor) eingesetzt. Im selben Jahr wurde er mit der Junioren-Auswahl Vize-Weltmeister. In der uruguayischen U-23-Auswahl kam er beim "Torneo Preolímpico" in Brasilien im Jahr 2000 in sieben Länderspielen (kein Tor) zum Einsatz. Lembo debütierte am 17. Juni 1999 im Freundschaftsspiel gegen Paraguay in der uruguayischen A-Nationalmannschaft. Der Abwehrspieler nahm im selben Jahr mit Uruguay an der Copa América teil. Nach einer durchwachsenen Gruppenphase mit nur einem Sieg wurden im Viertelfinale Paraguay und im Halbfinale Chile bezwungen. In der Halbfinalpartie erzielte Lembo zudem seinen ersten Treffer für Uruguay. Das Endspiel gegen Brasilien ging schließlich mit 3:0 verloren. Mit der Auswahl gelang die Qualifikation für die Endrunde der Fußball-Weltmeisterschaft 2002. Der Verteidiger wurde in den zwei Gruppenspielen gegen Senegal und Frankreich eingesetzt. Uruguay schied als Gruppendritter mit zwei Punkten aus dem Turnier aus. Sein letztes von 39 Länderspielen absolvierte er am 9. Oktober 2004. Im Laufe seiner Nationalmannschaftskarriere erzielte er zwei Tore.

### Erfolge
- 4× Uruguayischer Meister: 2000, 2001, 2002, 2010/11
- Junioren-Vize-Weltmeister: 1997

## Trainerlaufbahn
Zur Spielzeit 2013/14 wird er in den Trainerstab Nacional Montevideos integriert.